# Stegodyphus lineatus
Espèce
Synonymes
- Eresus lineatus Latreille, 1817
- Eresus acanthophilus Dufour, 1820
- Eresus adspersus C. L. Koch, 1846
- Eresus fuscifrons C. L. Koch, 1846
- Eresus lituratus C. L. Koch, 1846
- Eresus unifasciatus C. L. Koch, 1846
- Stegodyphus molitor Simon, 1873
- Eresus arenarius Kroneberg, 1875
- Stegodyphus lineatus deserticola Simon, 1908
- Stegodyphus quadriculatus Franganillo, 1926

Stegodyphus lineatus est une espèce d'araignées aranéomorphes de la famille des Eresidae.

## Distribution
Cette espèce se rencontre en Europe du Sud, en Afrique du Nord, en Asie de l'Ouest, en Asie centrale et en Chine.

## Description
Les mâles mesurent de 8 à 15 mm et les femelles de 10 à 23 mm.

## Systématique et taxinomie
Cette espèce a été décrite sous le protonyme Eresus lineatus par Latreille en 1817. Elle est placée dans le genre Stegodyphus par Simon en 1873.
Eresus acanthophilus, Eresus fuscifrons, Eresus lituratus et Eresus unifasciatus ont été placées en synonymie par Simon en 1873.
Eresus adspersus etStegodyphus molitor ont été placées en synonymie par Simon en 1911.
Eresus arenarius a été placée en synonymie par Nenilin et Pestova en 1986.
Stegodyphus lineatus deserticola et Stegodyphus quadriculatus ont été placées en synonymie par Kraus et Kraus en 1989.

## Publication originale
- Latreille, 1817 : Articles sur les araignées. Nouveau Dictionnaire d'Histoire naturelle, Paris.